# Hinikissia Ndikert
Hinikissia Albertine Ndikert (ur. 15 września 1992) – czadyjska sprinterka specjalizująca się w biegach na 60 m, 100 m i 200 m. Olimpijka, reprezentantka Czadu na letnich igrzyskach olimpijskich w 2008 oraz 2012.

## Rekordy życiowe
| Dystans     | Rezultat | Miejsce | Data        |
| ----------- | -------- | ------- | ----------- |
| 60 m (hala) | 8,13     | Stambuł | 10.03.2012  |
| 100 m       | 12,02    | Abidżan | 29.04.2012  |
| 200 m       | 24,71    | Mondovì | 12.06.2011. |